# Maria Teresa Moret Oliver
Maria Teresa Moret Oliver (Mequinensa, 1974) és lingüista i doctora en Filologia Hispànica. La seva tesi doctoral, Documentació notarial aragonesa de l'segle XIV escrita en català. Edició i estudi grafemàtic, va estar la primera redactada i defensada en llengua catalana a la Universitat de Saragossa (2010). Des de setembre de 2005 és professora de l'Àrea de Filologia Catalana al Departament de Lingüística General i Hispànica de la Universitat de Saragossa. També es professora de català a l'Escola Oficial d'Idiomes d'Alcanyís.
Forma part del Grup d'Investigació del Català a Aragó (GRICAR) i del grup PSYLEX de la Universitat de Saragossa. Actualment està realitzant diversos treballs relacionats amb la documentació aragonesa redactada en llengua catalana. A més, és col·laboradora habitual de la revista Temps de Franja.
Les seves investigacions se centren en l'estudi de la llengua catalana a Aragó, tant des d'una perspectiva sincrònica com diacrònica. El 2021 fou nomenada membre de l'Acadèmia Aragonesa de la Llengua.